# Bosquerola degollada
La bosquerola degollada (Oreothlypis superciliosa) és un ocell de la família dels parúlids (Parulidae).

## Hàbitat i distribució
Habita els boscos des del nord-oest de Mèxic cap al sud fins Nicaragua.